# KETSUNOPOLIS 10
『KETSUNOPOLIS 10』（ケツノポリス・テン）は、ケツメイシ10作目のアルバム。2016年10月26日avex traxから発売。DVD付属初回限定盤、Blu-ray付属初回限定盤、通常盤の3形態で発売。

## 概要
前作から2年3ヶ月ぶりの本作はケツメイシのメジャーデビュー15周年を記念して制作。
ジャケット写真が「ケツの嵐」以来の首里城。今回のカラーは、KETSUNOPOLIS 9までのジャケットの色をコラージュしている。
セブンネット予約特典は、KTMミニのぼり。初回封入はKTM TOUR2017先行抽選シート。30thシングル3曲目の「君との夏」は未収録となっている。

## 収録曲
全作詞：ケツメイシ
1. ヤシの木のように　4:53
  - 作曲：ケツメイシ、MUTEKI DEAD SNAKE、L-m-T
  - 30thシングル1曲目。
2. いい感じ　4:16
  - 作曲：ケツメイシ、守尾崇
  - MVあり。
3. ボサノBAR　4:07
  - 作曲：ケツメイシ、SHIGE、SHIMI
4. 人間交差点　4:42
  - 作曲：ケツメイシ、守尾崇
5. 僕らのために...　4:37
  - 作曲：ケツメイシ、小松一也
  - アスミック・エース配給映画『僕らのごはんは明日で待ってる』主題歌。
  - この映画でヒロイン役を務めた新木優子が、同映画で演じた上村小春役でMVに出演。
6. カラーバリエーション　4:07
  - 作曲：ケツメイシ、田尻知之、本澤尚之
  - 30thシングルの2曲目。
  - テレビ朝日系ドラマ『グ・ラ・メ!～総理の料理番～』主題歌。
7. ディスコ☆部長　4:07
  - 作曲：ケツメイシ、田尻知之、本澤尚之
8. パッション!!!!　4:26
  - 作曲：ケツメイシ、SHIGE、SHIMI
9. エターナリー　4:45
  - 作曲：ケツメイシ、福岡良太
10. 手紙 〜 あれから　4:15
  - 作曲：ケツメイシ、THE COMPANY
11. さらば涙　5:28
  - 作曲：ケツメイシ、守尾崇
  - 28thシングルの1曲目。
  - DHC「F1 スキンケア」CMタイアップ曲。
12. 友よ 〜 この先もずっと…　5:17
  - 作曲：ケツメイシ、田尻知之、本澤尚之
  - 29thシングル。
  - 東宝系配給『映画 クレヨンしんちゃん 爆睡!ユメミーワールド大突撃』主題歌。
13. ほら行こう　5:44
  - 作曲：ケツメイシ、THE COMPANY
  - 東京インテリア家具TV-CMソング
14. テイクオフ　4:37
  - 作曲：ケツメイシ、島田尚
  - Peach全路線 搭乗機・降機時 機内BGM。
15. 君と出逢って　6:06
  - 作曲：ケツメイシ、福岡良太
  - 28thシングルの2曲目。
16. 君とワンピース　5:45
  - 作曲：ケツメイシ、藤本和則

### 初回限定盤DVD・Blu-ray
1. ヤシの木のように MV
2. いい感じ MV
3. 僕らのために... Special MV
4. カラーバリエーション MV
5. さらば涙 MV
6. 友よ ～ この先もずっと... MV
7. 君と出逢って MV
8. ヤシの木のように MV Making
9. 僕らのために... Special MV Making
10. さらば涙 MV Making
11. 友よ ～ この先もずっと･･･ MV Making
12. GREENROOM FESTIVAL Hawaii '16 ライブ映像 at WAIKIKI SHELL, HAWAII 9/10/2016
  - カリフォルニー
  - FUTARIDAY
  - 夏の思い出
  - 太陽
  - ボサノBAR
  - いい感じ
  - ヤシの木のように
  - ボラーレ ～ Nel Blu, Dipinto Di Blu